# Década de 1410
Séculos: (Século XIV - Século XV - Século XVI)
Décadas: 1360 1370 1380 1390 1400 - 1410 - 1420 1430 1440 1450 1460
Anos: 1410 - 1411 - 1412 - 1413 - 1414 - 1415 - 1416 - 1417 - 1418 - 1419